# James Tait Black Memorial Prize
Der James Tait Black Memorial Prize ist neben dem Hawthornden-Preis der älteste und einer der angesehensten Literaturpreise des Vereinigten Königreichs. Er wird seit 1919 jährlich von der University of Edinburgh für die besten Veröffentlichungen des Vorjahres in den beiden Kategorien fiktionale Literatur und Biografie vergeben. Im Jahr 2012 wurde eine dritte Kategorie Drama angekündigt, gemeinsam vergeben von der University of Edinburgh und vom National Theatre of Scotland. Diese Kategorie wurde dann im Jahr 2013 offiziell eingeführt und zum ersten Mal verliehen. Das Preisgeld beträgt derzeit (Stand: 2023) jeweils 10.000 Pfund Sterling. Der Preis ist nach James Tait Black benannt, einem Partner des Verlags A & C Black (gegründet von Adam Black und seinem Neffen Charles Black), und wurde von seiner Witwe Janet Coats Black gestiftet.

## Auswahl der Preisträger
Nominiert werden können Bücher von Autoren jeglicher Nationalität, die in englischer Sprache verfasst, im jeweiligen Kalenderjahr zum ersten Mal im Vereinigten Königreich veröffentlicht wurden und entweder Romanliteratur oder Biographien darstellen. Autoren können in beiden Kategorien ausgezeichnet werden, allerdings in jeder höchstens einmal. Die Auswahl trifft der Lehrstuhlinhaber für Englische Literatur unter Mithilfe seiner wissenschaftlichen Mitarbeiter.